# Aerangis verdickii
Aerangis verdickii är en orkidéart som först beskrevs av Émile Auguste Joseph De Wildeman och fick sitt nu gällande namn av Rudolf Schlechter. Aerangis verdickii ingår i släktet Aerangis och familjen orkidéer.
Artens utbredningsområde anges som de tropiska delarna av Afrika.

## Underarter
Arten delas in i följande underarter:
- A. v. rusituensis
- A. v. verdickii

## Bilder

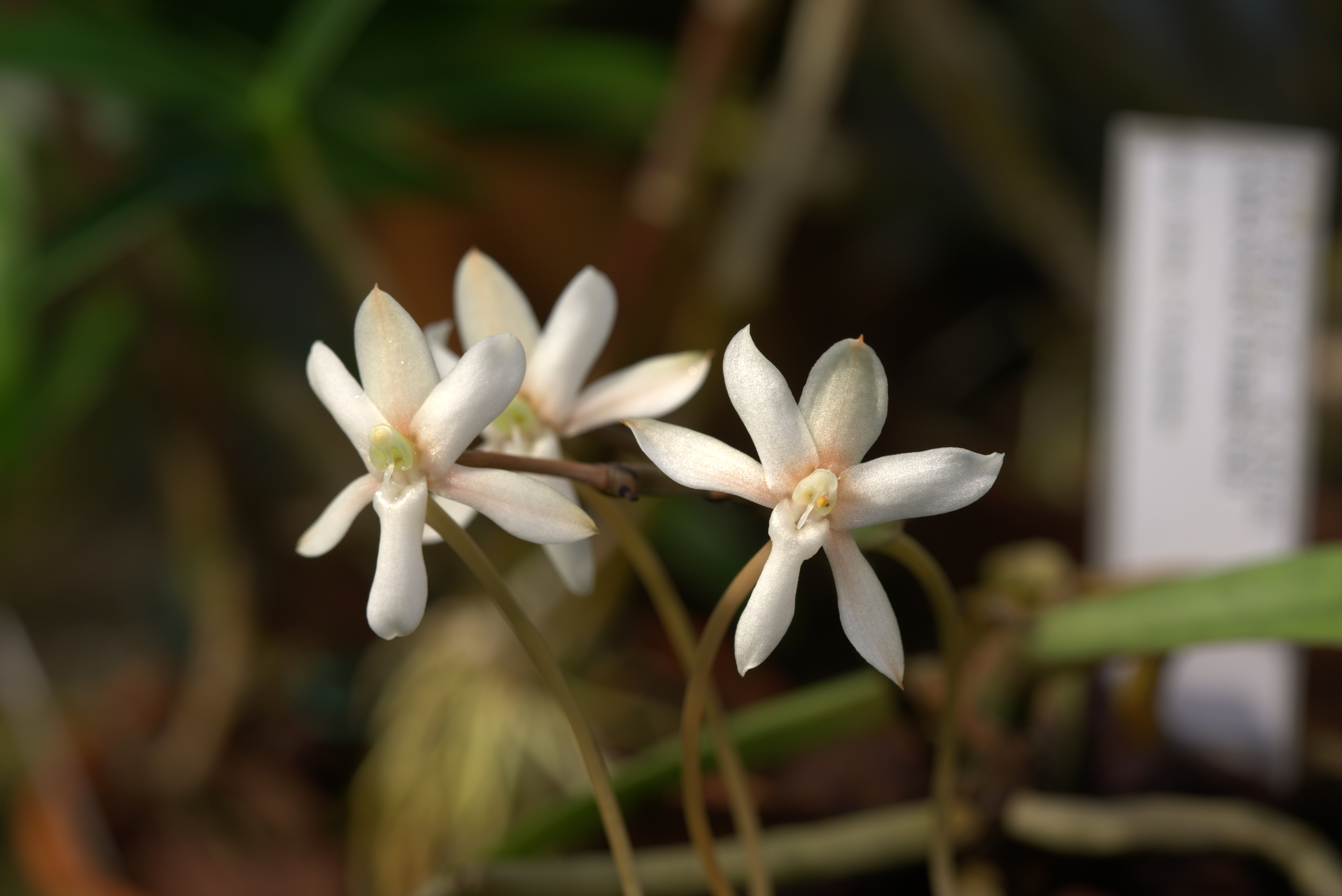